# 上ノ島神明神社

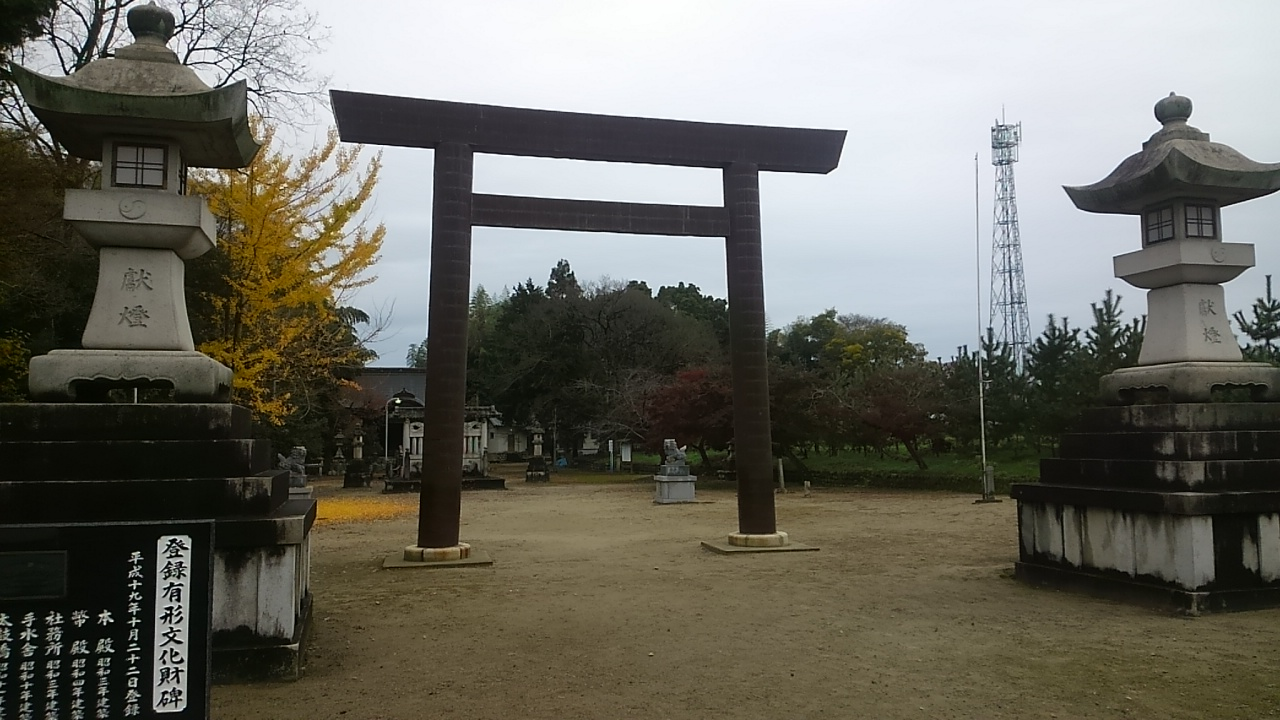
上ノ島神明神社

上ノ島神明神社（かみのしましんめいじんじゃ）は、岐阜県各務原市川島松倉町にある神明神社。通称小島の宮。上ノ島はかつての小字である。上の島神明神社とも称す。
伝承では式内社の尾張国葉栗郡川嶋神社の論社の一つであるが、川島町史などでは川嶋神社の論社は白鬚神社（各務原市川島笠田町）と榎神社（岐阜県各務原市川島松倉町）なっている（その他の川嶋神社の論社は川島神社を参照）。

## 概略
創建時期は不明。尾張国河沼郷10ヶ村（現在の各務原市、羽島郡笠松町、岐南町、愛知県一宮市、江南市付近）の産土神とされていたという。
松倉城の裏鬼門（南西）にあたることから、坪内氏の信仰を受けていたという。江戸時代に坪内氏が大身旗本として新加納陣屋に移った後も保護されたという。
1873年（明治6年）、羽栗郡第二大区第一小区（松倉村、松原島村、笠田村、小網島村、大佐野村、上中屋村、下中屋村、成清村、東間島村、平島村、米野村、江川村、無動寺村、中野村）の郷社となる。
1928年（昭和3年）から1937年（昭和12年）にかけて、本殿、幣殿、社務所、手水舎、太鼓橋、蕃塀、鳥居、門柱などが再建・整備された。門柱は大角岑生の謹書である。

## 祭神
- 天照大神

## 境内社
- 津島神社　（本殿に合祀）
- 天満神社　（本殿に合祀）
- 天王神社
- 御鍬神社
- 白鬚神社
- 金刀比羅神社
  - 元は川島松倉町1922-1に鎮座。2022年（令和4年）3月に上ノ島神明神社に合祀し境内社となる[4]。尚、これに伴い、従来「摩利支天」が祀られていた祠が、白鬚神社に変更されている[2]。
- 稲荷神社
- 山神

かつては木自体を信仰対象としていた。1965年に木に替わり石碑が建立される。
境内にある案内板には「津島神社」「山神」の記述は無い。

## 神事
- お鍬まつり　（初午の日に実施）
- 粥杖占い　（毎年1月14日実施）

## 建物概要
下記の建築物は2007年（平成19年）10月2日に国登録有形文化財に登録されている。
本殿
1928年（昭和3年）竣工。銅板葺の浜縁付一間社流造。建築面積10m2。瑞龍や植物、雲紋などの彫刻が飾られている。
幣殿
1929年（昭和4年）竣工。本殿の前にあり、桁行3間、梁間3間の銅板葺の入母屋造。建築面積21m2。
社務所
1928年（昭和3年）竣工。桁行6間、梁間3間の桟瓦葺の入母屋造。3つの部屋があり、建築面積61m2。
手水舎
1935年（昭和10年）竣工。桁行1間、梁間1間の桟瓦葺の切妻造。建築面積7m2。
太鼓橋
1936年（昭和11年）竣工。拝殿の前方の池に架かるアーチ状の石造桁橋。長さ5.7m、幅員2.7m、アーチの高さは1.5m。
蕃塀
1937年（昭和12年）竣工。太鼓橋の前方にある石造の蕃塀であり、長さ3.8m。基壇上に円柱の主柱を立て、上部には入母屋造屋根を架けている。柱間には連子窓をあけ、上部には波に龍、腰壁には虎と唐獅子の彫刻が施されている。
鳥居
1935年（昭和10年）竣工。木造の鳥居であり表面は銅板で覆われている。幅6.0m、高さ8.2m。柱の径は70cm。1995年（平成7年）に銅板の張替えなどの修復が行われている。

## 交通機関
- 名鉄バス一宮・川島線「川島」バス停下車、徒歩約15分
- 岐阜バス笠松川島線「川島松倉」バス停下車、徒歩約15分
- 各務原市ふれあいバス川島線「松倉東口」バス停下車、徒歩3分